# Thouarella recta
Thouarella recta är en korallart som beskrevs av Nutting 1912. Thouarella recta ingår i släktet Thouarella och familjen Primnoidae. Inga underarter finns listade i Catalogue of Life.